# St. Andreas (Altheim bei Landshut)

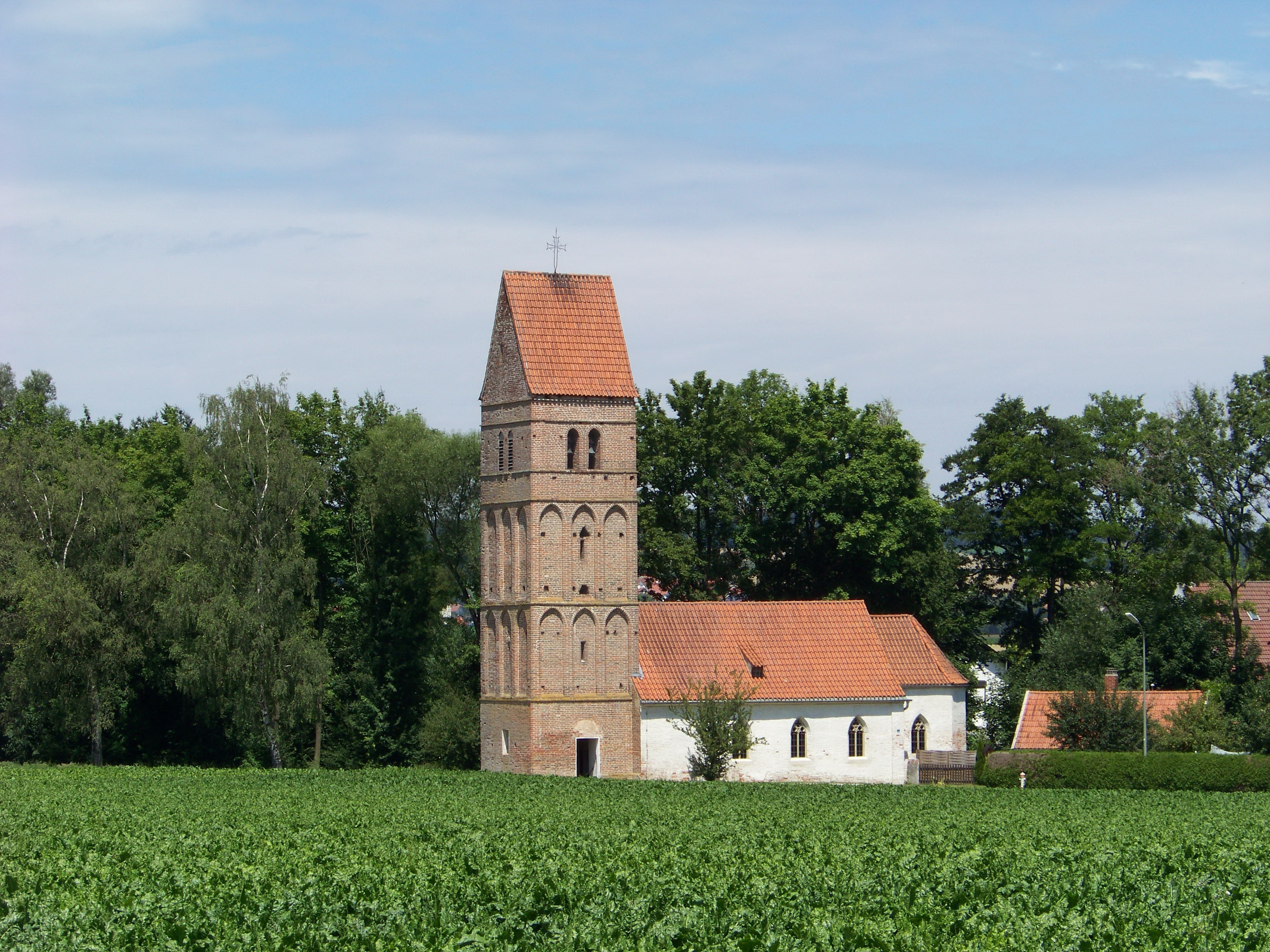
Außenansicht der Kirche St. Andreas

Die römisch-katholische Kirche St. Andreas (auch Andreaskirche oder „Andreaskircherl“) in Altheim, einem Ortsteil der Marktgemeinde Essenbach im niederbayerischen Landkreis Landshut, geht im Kern auf einen romanischen Bau aus der Zeit um 1200 zurück, der um 1490 spätgotisch auf seine heutige Größe erweitert wurde. Damit gehört St. Andreas zu den ältesten Kirchengebäuden in der Umgebung. Neben der Pfarrkirche St. Peter ist sie das zweite Gotteshaus in dem kleinen Ort an der Bundesstraße 15. Die Kirche ist dem Apostel Andreas (Gedenktag: 30. November) geweiht.

## Geschichte
Die Pfarrei Altheim ist eine sogenannte „Urpfarrei“. Bereits bei der ersten urkundlichen Erwähnung im Jahr 883 gab es in dem Ort mindestens eine Kirche, wahrscheinlich eine Pfarrkirche. Um das Jahr 1000 erforderte die kuriose Situation, dass Altheim (wie auch die benachbarten Orte Ergolding und Altdorf) genau auf der Bistumsgrenze lag, zwei Pfarrkirchen in dem Ort: die Andreaskirche im Bistum Regensburg und die Peterskirche im Bistum Freising. Erst mit der Verlegung der Bistumsgrenze an die Isar im Jahr 1157 hatte dieser Zustand ein Ende und die Peterskirche wurde – nunmehr zum Bistum Regensburg gehörend – zur alleinigen Pfarrkirche erhoben. Dennoch blieb die Andreaskirche erhalten.
Der heutige Bau geht auf eine romanische Kirche aus der Zeit um 1200 zurück, deren Langhaus im Kern erhalten ist. Ostchor und Westturm sind spätgotisch und wurden gegen Ende des 15. Jahrhunderts errichtet. An den Türbeschlägen am Turm befindet sich eine Datierung auf das Jahr 1490. Auch die zahlreichen Wandmalereien wurden zur damaligen Zeit geschaffen. Um die Mitte des 18. Jahrhunderts erfuhr das Kirchlein eine Umgestaltung im Barockstil, bei der unter anderem die Fensteröffnungen vergrößert und ausgerundet wurden. Außerdem entstand das große Deckenfresko im Langhaus. Im 19. Jahrhundert wurde St. Andreas regotisiert, was sich bis heute an den neugotischen Maßwerkfenstern zeigt. Die neugotische Ausstattung wurde dagegen im Jahr 1964 wieder entfernt. Außerdem wurden bei der damaligen Renovierung die künstlerisch wertvollen, spätgotischen Wandfresken wieder freigelegt. Erst bei der Renovierung und Trockenlegung der Kirche im Jahr 1983 stellte man fest, dass das Gotteshaus in zwei Bauphasen (Romanik, Spätgotik) entstanden sein muss. In den Jahren 2018/19 wurde die Kirche einer aufwändigen Außenrenovierung unterzogen. Dabei wurden unter anderem das Dach instand gesetzt und die Grundmauern mit einem rund 20 Zentimeter dicken „Lehmschlag“ versehen. Letzteres ist eine alte Technik zur Trockenlegung von Mauern. Nach Abschluss letzterer Maßnahme, die rund zwei Jahre in Anspruch nahm, wurde bis 2022 eine Innenrenovierung durchgeführt.

## Architektur

### Außenbau
Das nach Osten ausgerichtete Kirchlein umfasst ein vierjochiges Langhaus, wobei das rückwärtige Joch auf der Südseite ein zugemauertes, romanisches Portal enthält, das noch deutlich sichtbar ist. Der romanische Bauteil ruht auf einem Heißkalkfundament. Der einjochige, eingezogene Chor schließt in drei Seiten des Achtecks. Bis auf die spitzbogigen Maßwerkfenster, die im 19. Jahrhundert entstanden sind, ist der Außenbau weitgehend ungegliedert. Während die Südfassade verputzt ist, weisen die Nordseite und der Turm Sichtziegelmauerwerk auf.
Der Zugang zum Kircheninneren erfolgt über das quadratische Erdgeschoss des im Westen angebauten Turmes. Dieser Raum ist mit einem Netzgewölbe auf Eckkonsolen ausgestattet, das einen achteckigen Schlussstein enthält. Er ist als kleine Marienkapelle eingerichtet und enthält zahlreiche Votivtafeln, die bis in das Jahr 1695 zurückgehen. Oberhalb der vier Turmgeschosse – das zweite und das dritte sind durch Spitzbogenblenden gegliedert – bildet ein Satteldach mit Wetterkreuz den oberen Abschluss. Durch die Schallöffnungen sind die beiden Glocken aus dem 16. und 17. Jahrhundert von außen zu erkennen.

### Innenraum

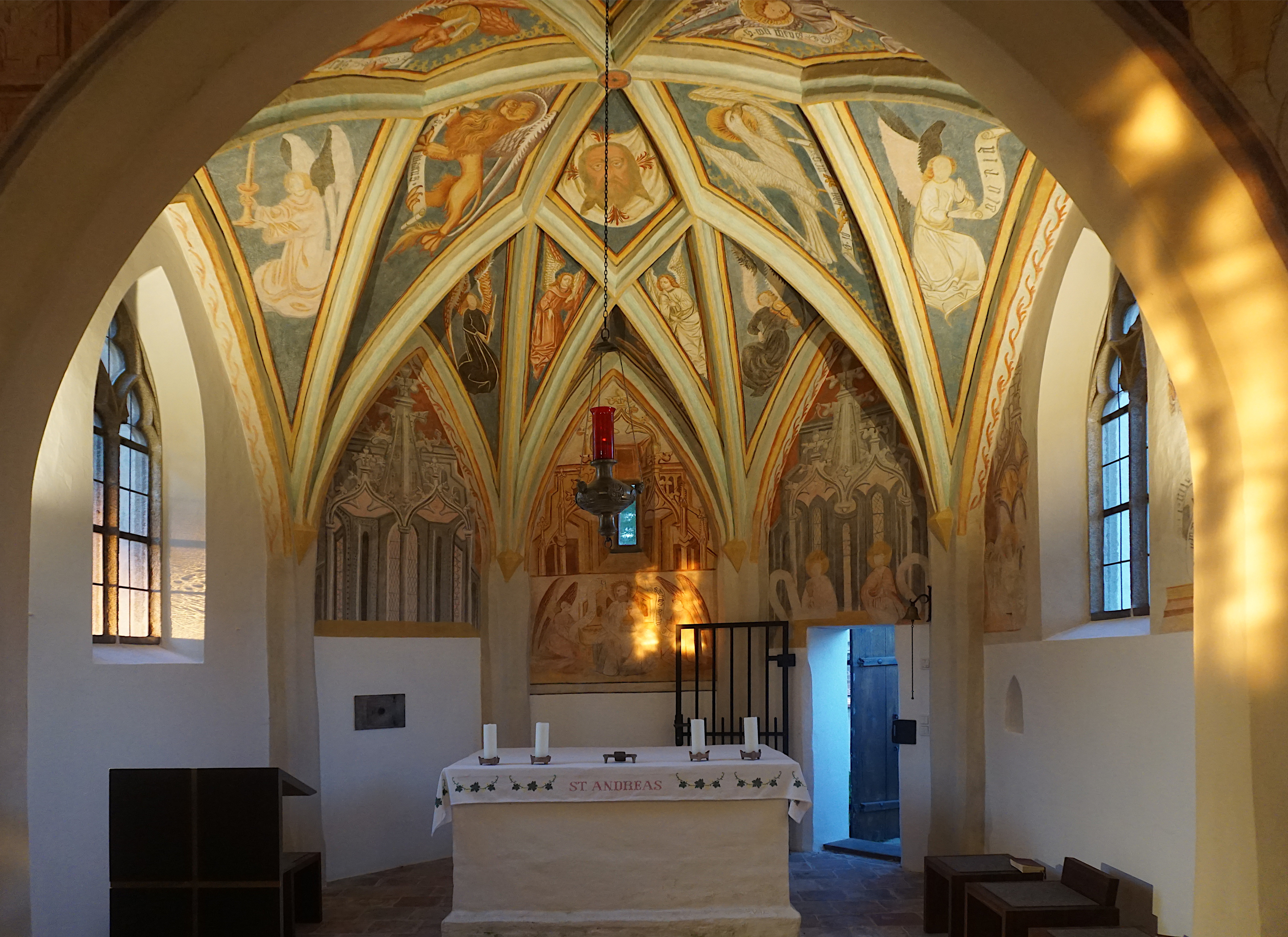
Apsis

Während das Schiff der kleinen Saalkirche mit einer Flachdecke ausgestattet ist, wird der Altarraum von einem Netzgewölbe mit teils einfach gefasten, teils birnstabförmig profilierten Rippen überspannt. Dieses stützt sich mittels einfacher Spitzkonsolen auf gefasten Wandpfeilern ab und wird von gefasten, spitzen Schildbögen gegliedert. Am Chorscheitel befindet sich ein kleines, rechteckiges Fenster mit schräger Laibung, das wohl die Jahrhunderte unverändert überdauert hat. Den Übergang zwischen den beiden Baukörpern (Langhaus und Chor) unterschiedlicher Zeitstellung vermittelt ein spitzer, gedrückter Chorbogen. Im rückwärtigen Langhausjoch ist eine Orgelempore eingezogen, die auf zwei hölzernen Stützen ruht.

## Ausstattung

### Wand- und Deckengemälde
Die Wandgemälde in Kirchenschiff und Altarraum wurden zur Unterrichtung des im Lesen unkundigen Volkes in der Entstehungszeit der Kirche angefertigt. Kunstgeschichtlich haben diese Malereien insofern Bedeutung, als sie der berühmten Landshuter Schule zugeordnet werden und in der näheren Umgebung die einzigen Beispiele spätgotischer Wandmalerei sind. In leuchtenden Farben sind an der Nordwand des Langhauses Szenen aus dem Leben und der Heilsgeschichte Jesu dargestellt, zum Beispiel die Verlobung Marias, die Geburt Jesu, die Taufe Jesu, das letzte Abendmahl oder die Kreuzigung. An der gegenüberliegenden Wand befinden sich Darstellungen von Engeln und Heiligen mit Spruchbändern, im Hintergrund spätgotische Architektur. Die Fresken im Chorraum dienen der Verherrlichung Gottes und haben somit einen tieferen theologischen Sinn. Beim Betreten des Gotteshauses fällt der Blick geradewegs auf den thronenden Christus, der die rechte Hand zum Segen erhoben hat und in der Linken die Weltkugel hält. Rund um diese Darstellung sind die vier Evangelistensymbole dargestellt. Am Gewölbescheitel erkennt man in zwei gegenüberliegenden Feldern das Schweißtuch der Veronika und das Lamm Gottes. Auf der Innenseite des Chorbogens schließlich befindet sich eine seltene Darstellung von Kain und Abel aus dem Alten Testament.
Das große, barocke Deckenfresko im Schiff stammt aus der Zeit um 1750. Dargestellt sind die Stifter des Bildes, angeführt von ihrem Pfarrer, die ihre liebentbrannten Herzen dem heiligen Leonhard schenken, der als Mittler diese Gabe an die Heilige Dreifaltigkeit weiterreicht.

### Orgel

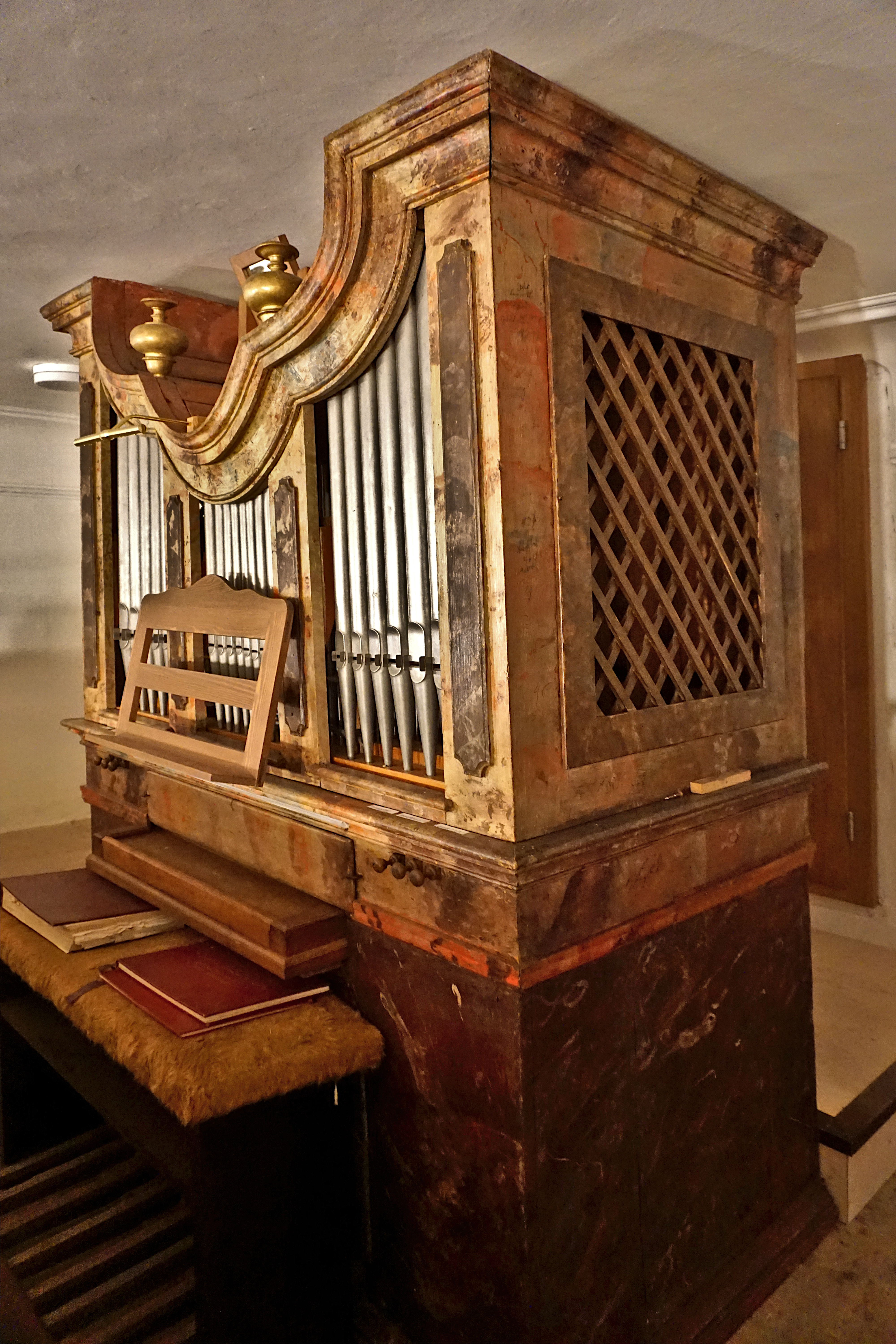
Orgel

Die Orgel der Andreaskirche, ein mechanisches Schleifladeninstrument, wurde um 1800 geschaffen und war ursprünglich in der Filialkirche St. Ottilia in Salzdorf untergebracht. Sie besitzt nur drei Register auf einem Manual ohne Pedal. Die Disposition lautet wie folgt:
| Manual CDEFGA–c3 |    |
| Copel            | 8′ |
| Flöte            | 4′ |
| Principal        | 2′ |

Ein rein mechanisches Schleifladeninstrument mit acht Registern auf einem Manual und Pedal, das der Landshuter Orgelbauer Johann Schweinacher 1776 für die Andreaskirche geschaffen hatte, wurde später an das Hans-Carossa-Gymnasium in Landshut verkauft. Es wurde durch die heutige Orgel (siehe oben) ersetzt.